# Système de gestion
Un système de gestion est un type d'organisation de la gestion dans un domaine précis.

## Exceptions
Dans le contexte des langages de programmation fonctionnels et impératifs, un système de gestion d'exceptions ou SGE permet de gérer les conditions exceptionnelles pendant l'exécution du programme. Lorsqu'une exception se produit, l'exécution normale du programme est interrompue et l'exception est traitée.

## Base de données
Un système de gestion de base de données (abr. SGBD) est un logiciel système servant à  stocker, à manipuler ou gérer, et à partager des données dans une base de données, en garantissant la qualité, la pérennité et la confidentialité des informations, tout en cachant la complexité des opérations.
Un SGBD (en anglais DBMS pour database management system) permet d'inscrire, de retrouver, de modifier, de trier, de transformer ou d'imprimer les informations de la base de données. Il permet d'effectuer des comptes rendus des informations enregistrées et comporte des mécanismes pour assurer la cohérence des informations, éviter des pertes d'informations dues à des pannes, assurer la confidentialité et permettre son utilisation par d'autres logiciels. Selon le modèle implémenté, le SGBD peut comporter une simple interface graphique, une interface de commande, ou jusqu'à des langages de programmation sophistiqués.
Les systèmes de gestion de base de données sont des logiciels universels, indépendants de l'usage qui est fait des bases de données. Ils sont utilisés pour de nombreuses applications informatiques, notamment les guichets automatiques bancaires, les logiciels de réservation, les bibliothèques numériques, les logiciels d'inventaire, les progiciels de gestion intégrés ou la plupart des blogs et sites web. Il existe de nombreux systèmes de gestion de base de données. En 2008, Oracle détenait près de la moitié du marché des SGBD avec MySQL et Oracle Database. Vient ensuite IBM avec près de 20 %, laissant peu de place pour les autres acteurs.
Les SGBD sont souvent utilisés par d'autres logiciels, ainsi que les administrateurs ou les développeurs. Ils peuvent être sous forme de composant logiciel, de serveur, de logiciel applicatif ou d'environnement de programmation.

### Base de données relationnel-objet
Un système de gestion de base de données est un ensemble de logiciels qui servent à manipuler des bases de données. Dans un système de gestion de base de données relationnel-objet (SGBDRO) l'information est représentée sous forme d'objets comme dans la programmation orientée objet. 
Un SGBDRO rend les objets de la base de données accessibles aux langages orientés-objets comme s'il s'agissait d'objets de ces langages. Un SGBDRO étend les capacités du langage de programmation de façon transparente au niveau de la persistance des données, du contrôle des actions concurrentes, de la récupération de données, des requêtes associatives…

## Cartes à puce
Un système de gestion de cartes à puce (en anglais : Smart card management system) est un système permettant de gérer des cartes à puces tout au long de leur cycle de vie. 

## Contenu
Un système de gestion de contenu ou SGC (content management system ou CMS en anglais) est un programme informatique permettant de créer un site Internet, un blog ou encore un site de vente en ligne. Un SGC permet, entre autres, de travailler à plusieurs sur un même document ; de séparer les opérations de gestion de la forme et du contenu ; de structurer le contenu (FAQ, documents, blogues, forums, etc.) ; de hiérarchiser les utilisateurs et de leur attribuer des permissions (anonyme, administrateur, contributeur, etc.). Il fournit également une chaîne de publication (workflow), offrant par exemple la possibilité de mettre en ligne le contenu des documents. Certains SGC incluent la gestion des versions. Enfin, il est possible de gérer tout type de documents (bureautique, audio, vidéo...) et d'ajouter des fonctionnalités par l'intermédiaire de plugins.
Lorsque le SGC gère du contenu dynamique, on parle de système de gestion de contenu dynamique ou SGCD (Dynamic Content Management System ou DCMS).[réf. souhaitée]
Par exemple, WordPress, Drupal, Joomla ou Wix font partie des SGC.

## Données techniques
Un système de gestion de données techniques, ou SGDT, est un ensemble d'outils informatiques pour la gestion des données techniques liées à un projet de conception.
Ces outils ont pour objectifs de remplir les fonctions suivantes :
stocker, gérer et contrôler toutes les informations et processus concernant la définition, la production et la maintenance d'un produit.

## Flux de données
Un système de gestion de flux de données (« data stream management system » ou « DSMS ») est un ensemble de programmes qui assurent la gestion et l'interrogation des données dans un flux de données continu. L'utilisation d'un DSMS est grossièrement identique à celle d'un SGBD (« DBMS ») pour gérer les bases de données statiques.

## Sécurité
Un système de gestion de la sécurité (SGS), également appelé système de management de la sécurité (SMS par influence anglo-saxonne), est un système de management visant à améliorer la sécurité.
Comme tout système de management, un SGS est caractérisé par une politique, une organisation, des objectifs, des rôles et responsabilités, des procédures et un dispositif d'amélioration continue (boucle PDCA).

## Règles métier
Un système de gestion de règles métier ou SGRM (en anglais business rules management system, ou BRMS) est un logiciel qui gère et supporte les règles métier d'une organisation ou d'une entreprise.

## Aviation
Le système de gestion de vol ou FMS (pour Flight Management System) ou encore manager de vol est un logiciel embarqué en avionique.